# Burschenschaft Frankonia Gießen
Die Gießener Burschenschaft Frankonia ist eine farbentragende und schlagende Studentenverbindung in Gießen. Sie wurde 1872 als Pharmazeutischer Verein gegründet und ist seit 1906 Burschenschaft. Bis 1996 gehörte sie der Deutschen Burschenschaft (DB) an, war von 1998 bis 2014 Mitglied der Neuen Deutschen Burschenschaft (NeueDB) und ist seitdem verbandsfrei.

## Geschichte

### Vom Fachverein zur Burschenschaft (1872–1906)
Am 4. Juni 1872 gründeten elf Studenten der Pharmazie, die sich teilweise schon als Kriegsteilnehmer des Deutsch-Französischen Krieges von 1870/71 kennen gelernt hatten, den „Pharmazeutischen Verein“ an der hessischen Landesuniversität Gießen, um ihre freundschaftlichen und fachlichen Kontakte weiterhin zu pflegen. Bald schon erwies sich der Fachbezug als zu eng und der Verein erweiterte sich bereits Anfang 1874 zum „Pharmazeutisch-naturwissenschaftlichen Verein“ und im November des gleichen Jahres zum „Akademisch-Naturwissenschaftlichen Verein“ (ANV). Der ANV nahm als Vereinsfarben die noch heute gültigen Farben Grün-Weiß-Rot an, die allerdings damals noch nicht getragen wurden. Neben wöchentlichen Kneipen bildeten Vortragsabende und Repetitorien zu allen Bereichen der Naturwissenschaften und angrenzender Gebiete den Kern der Vereinstätigkeit. Da dem Verein in den folgenden Jahren neben Studenten der Naturwissenschaften vor allem Forststudenten beitraten, erhielt der ANV den scherzhaften Beinamen „Die Naturförster“.
Als der Verein gegen Ende des Jahrhunderts in eine Existenzkrise geriet, wurde 1899 die Umwandlung in die (zunächst noch nicht farbentragende) „Freie Studentenverbindung Frankonia“ beschlossen. Am 3. März 1901 erfolgte die Umbenennung in „Freie schlagende Verbindung Frankonia“ mit den Farben Grün-Weiß-Rot und schwarzer Mütze, die noch heute getragen werden. Im Juni 2022 feierte die Frankonia ihr 150. Stiftungsfest.

### Vom Eintritt in die DB bis zur Auflösung (1906–1936)
Auf dem Burschentag 1906 in Eisenach wurde die Gießener Burschenschaft Frankonia zunächst auf Probe und 1908 endgültig in die Deutsche Burschenschaft (DB) aufgenommen. Durch den Aufschwung der folgenden Jahre wurde 1913 die Errichtung des noch heute den Mittelpunkt des Bundeslebens bildenden Frankenhauses in der Grünberger Straße 89 (damals Kaiserallee) ermöglicht. Das Verbindungshaus der Burschenschaft Frankonia Gießen steht heute unter Denkmalschutz.

Die Frankonia als Mitglied der Deutschen Burschenschaft (1915)

Mit Beginn des Ersten Weltkrieges meldeten sich alle aktiven Bundesbrüder als Kriegsfreiwillige, wodurch das Bundesleben in den Kriegsjahren mehrfach zum Erliegen kam. Es starben 28 von 185 am Ersten Weltkrieg teilnehmenden Mitgliedern.
Am 10. Dezember 1918 wurde der Aktivenbetrieb wieder aufgenommen. In den ersten Nachkriegsjahren war der Zulauf zu den Verbindungen ungebrochen und die Frankonia war zeitweise die stärkste schlagende Verbindung in Gießen. Neben politischer Bildungsarbeit durch eigene Vorträge und den Besuch von Versammlungen der nationalen politischen Parteien spielte in den 1920er Jahren die sportliche Betätigung eine herausragende Rolle im Bundesleben. Die Frankonia zeichnete sich durch sportliche Erfolge in verschiedenen Disziplinen aus und errang zahlreiche Pokale bei Universitätsmeisterschaften.
Innerhalb der Deutschen Burschenschaft hatten nach dem Ersten Weltkrieg die Kartelle, Verbände und weiteren Zusammenschlüsse von Burschenschaften entscheidenden Einfluss auf die Verbandspolitik. So gründeten 1919 die Burschenschaften Frankonia Gießen, Germania Marburg, Saxo-Silesia Freiburg und Frisia Göttingen den „Schwarzer Verband“ (SV), benannt nach der überwiegenden Couleurfarbe der beteiligten Burschenschaften. Sein Zweck war es, die gemeinsamen Grundauffassungen in burschenschaftlichen Fragen auf den Burschentagen der DB durch einheitliches Abstimmungsverhalten zum Ausdruck zu bringen und vermittelnd zwischen den großen Kartellen zu wirken. 1923/24 traten dem SV noch die Burschenschaften Rheno-Guestfalia Darmstadt und Teutonia Aachen bei. Im Zuge des Richtungsstreites innerhalb der DB, der gegen Ende der Weimarer Zeit entstand, löste sich der SV im Dezember 1930 wegen innerer Streitigkeiten auf. Die Burschenschaft Frankonia sprach sich gegen die Entwicklung der DB zu einem politischen Kampfverband aus. Konvent und Altherrentag beschlossen 1931, „unabhängig vom parteipolitischen Standpunkt, bejahende Stellung zu allen Fragen ein[zu]nehmen, die auf einen Wiederaufbau des Reiches und seine Gesundung nach innen und außen abzielen“.
Nach der Machtergreifung der Nationalsozialisten 1933 wurde die Gießener Burschenschaft Frankonia verpflichtet, entsprechend der Neuordnung der DB das „Führerprinzip“ einzuführen, d. h. aktive Burschenschaft und Altherren-Verband wurden verschmolzen und einem „Bundesleiter“ unterstellt, der sogleich die Verfassung der Frankonia aufhob. Zu spät erkannten die Verantwortlichen, dass das Regime keine eigenständigen Traditionen außerhalb seiner nationalsozialistischen Einheitsorganisation zulassen würde. Im Oktober 1935 schlossen DB und NSDStB das „Plauener Abkommen“, als dessen Folge die Frankonia in die „Kameradschaft Frankonia im NSDStB“ umstrukturiert wurde. Doch bereits im Januar 1936 kündigte der NS-Studentenbund das Abkommen wieder auf. Damit war die Frankonia zwar wieder eine Burschenschaft, aber als der Stellvertreter des Führers mit seinem „Heß-Erlass“ vom 16. März 1936 allen studierenden Mitgliedern der NSDAP die Mitgliedschaft bei einer studentischen Verbindung verbot, war das Schicksal aller Verbindungen besiegelt. Auch die Burschenschaft Frankonia musste sich, ihrer Existenzgrundlage beraubt, am 17. Mai 1936 auflösen, nur der AH-Verband durfte als Traditionsverband weiterbestehen.

### Die Kameradschaft „Ulrich von Hutten“ (1937–1945)
1937/38 bildeten sich unter dem Dach des NSDStB neue studentische Kameradschaften, die Kontakte zu den ehemaligen Verbindungen aufnahmen, um deren Verbindungshäuser als Wohnheime zu nutzen. Eine der acht zugelassenen Gießener Kameradschaften, die „Kameradschaft Fischer“, bezog 1938 das Frankenhaus und führte – neben der vorgeschriebenen politischen und vormilitärischen Schulungsarbeit – die Tradition der alten Frankonia fort. Sie nahm 1939 den Namen „Kameradschaft Ulrich von Hutten“ an und bildete einen Altherrenverband, dem die meisten Alten Herren der ehemaligen Burschenschaft Frankonia sowie zahlreiche Alte Herren der ehemaligen Turnerschaft Arminia beitraten. Es wurden Stiftungsfeste der Frankonia gefeiert, auf dem Haus wurde das Frankenband zur Uniform getragen, und noch bis 1943 wurden geheime Pauktage abgehalten und trotz Verbotes scharfe Mensuren gefochten. Im November 1944 wurde die Kameradschaft zusammen mit der Gießener Heeresstudentenkompanie nach Erlangen verlegt, wo sie sich bei Kriegsende auflöste.
Im Zweiten Weltkrieg ließen insgesamt 64 Gießener Franken ihr Leben.

### Die Zeit nach dem Zweiten Weltkrieg (1947 bis heute)
Der Lehrbetrieb an der Gießener Universität wurde im Sommersemester 1945 eingestellt und im März 1946 die Schließung der Ludoviciana verfügt. Aufgrund der Bemühungen der verbliebenen Professoren, unter ihnen der Veterinärmediziner Hugo Keller (Frankonia Gießen), sowie der Stadt und des Landkreises Gießen konnte am 16. Mai 1946 die „Justus-Liebig-Hochschule für Bodenkultur und Veterinärmedizin“ eröffnet werden.
Als erste Gießener Nachkriegsverbindung entstand im Wintersemester 1946/47 die „Lese- und Redehalle Gießener Studenten“. Im Sommersemester 1947 traten 12 Mitglieder aus der Lese- und Redehalle aus und schlossen sich zur „kulturell-wissenschaftlichen Verbindung Vineta“ zusammen, die vom Senat der Hochschule und der amerikanischen Militärregierung zugelassen wurde. Sie nahm die Farben Grün-Schwarz-Gold an und führte Konvente, wissenschaftliche Vortragsabende und gesellige Veranstaltungen durch. Schon vor der Gründungsfeier am 13. Dezember 1947 entstanden Kontakte zu Alten Herren der ehemaligen Frankonia, die dem AH-Verband der Vineta beitraten und so den Zusammenschluss der neuen Vineta mit der alten Frankonia vorbereiteten. Am 11. Mai 1948 nahm die Vineta die alten Frankenfarben Grün-Weiß-Rot an und am 12. Februar 1949 wurde der Namensänderung in „Frankonia“ vom Senat der Hochschule stattgegeben. Damit war die Gießener Burschenschaft Frankonia wieder erstanden. Sie wirkte sowohl 1949 an dem von der Gießener Burschenschaft Germania initiierten ersten Nachkriegstreffen burschenschaftlicher Verbindungen in Gießen als auch bei der Wiedergründung der Deutschen Burschenschaft 1950 in Marburg maßgeblich mit und bekannte sich klar zu den urburschenschaftlichen Grundsätzen sowie zur Wiedereinführung der Bestimmungsmensur. Die erste Nachkriegsmensur in Gießen trugen im Sommersemester 1951 Mitglieder der Frankonia und des Corps Starkenburgia aus. Als es im gleichen Jahr bei der Burschenschaft Alemannia Gießen zum Bruch zwischen Aktivitas und Altherren-Verband kam, stellten die Frankonia und die Burschenschaft Germania Gießen je drei Unterstützungsburschen zum erfolgreichen Wiederaufbau einer Aktivitas der Alemannia ab.
Das Frankenhaus, dessen Dachstuhl bei der Bombardierung Gießens im Dezember 1944 ausgebrannt war, wurde in den Jahren von 1949 bis 1957 schrittweise wieder aufgebaut und von den Aktiven bezogen, war aber in Teilen über viele Jahre an den Gesellschaftsverein Gießen fremdvermietet, der sein Gesellschaftshaus im Krieg verloren hatte.  Erst 1964 stand es wieder uneingeschränkt für das Bundesleben zur Verfügung.

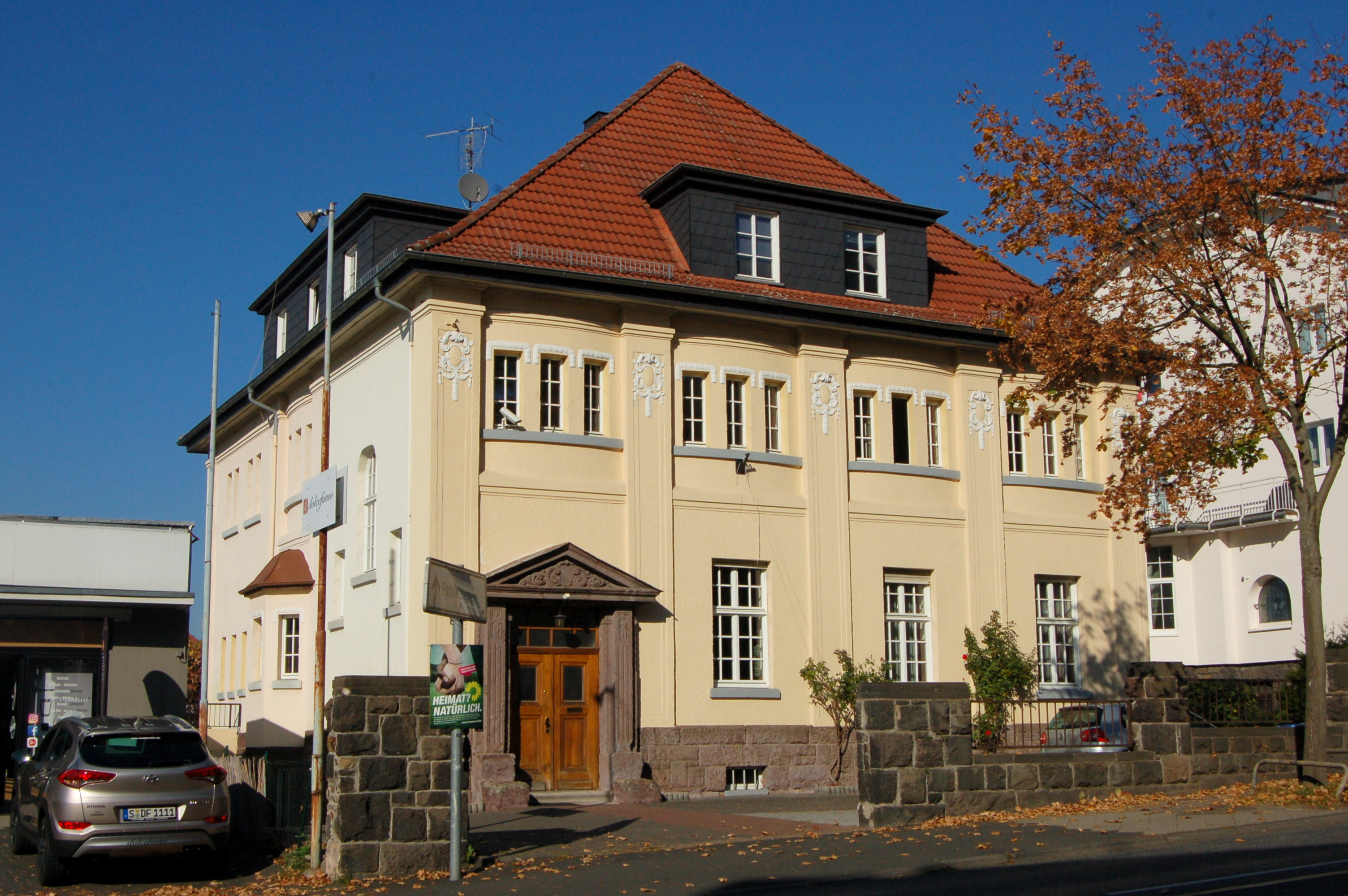
Das Frankenhaus (2018)

Innerhalb der DB schloss sich die Frankonia 1952 mit den befreundeten Burschenschaften Frisia Göttingen, Saxo-Silesia Freiburg und Krusenrotter Kiel erneut zu einem neuen „Schwarzen Verband“ (SV) zusammen. Dieser wurde mehrmals aufgelöst und wiedergegründet und besteht heute aus den Burschenschaften Saxo-Silesia Freiburg, Krusenrotter Kiel, Adelphia Würzburg und Frankonia Gießen.
Seit Beginn des Richtungsstreits innerhalb der Deutschen Burschenschaft in den Jahren 1970 bis 1972 gab es in der Burschenschaft Frankonia eine stetig wachsende Kritik an der Entwicklung des Verbandes. Die Frankonia initiierte deshalb innerhalb der DB 1974 die „Gießener Arbeitsgemeinschaft“ als Gegengruppierung zur Burschenschaftlichen Gemeinschaft (BG), die den Verband dominierte, und wirkte in den Folgejahren auch in der Nachfolgeorganisation „Darmstädter Arbeitskreis“ mit. Im Geschäftsjahr 1984/85 wurde die Frankonia Gießen zur Vorsitzenden Burschenschaft der DB gewählt und versuchte in ihrer Amtszeit, einen gemäßigten Kurs der DB zu etablieren. Wegen Verbreitung einer die Burschenschaftliche Gemeinschaft kritisierenden Schrift wurde sie als Vorsitzende jedoch ihres Amtes enthoben. Herausragendes Ereignis war 1984 ein Friedenskongress in der Gießener Kongresshalle unter der Schirmherrschaft des damaligen Bundestagspräsidenten Rainer Barzel. Nachdem alle Bemühungen, die Politik der DB durch verbandsinterne Aktivitäten zu verändern, erfolglos blieben und auf dem Burschentag 1995 ein letzter Versuch zur liberalen Erneuerung des Verbandes scheiterte, beschlossen Aktivitas und Altherren-Verband der Gießener Burschenschaft Frankonia mit Wirkung vom 30. Juni 1996 den Austritt aus der Deutschen Burschenschaft (DB).
Nach zwei Jahren Verbandsfreiheit schloss sich die Frankonia 1998 dem Verband „Neue Deutsche Burschenschaft e. V.“ (NeueDB) an. Im Geschäftsjahr 2010/11 war die Frankonia Gießen Vorsitzende Burschenschaft der NeuenDB und leitete im Juni 2011 den 16. Burschentag der NeuenDB in Gießen. 2013 führte die Frankonia für die NeueDB ein Europaseminar in Gießen durch.
Im Juni 2014 erklärte die Frankonia Gießen den Austritt aus der NeuenDB und ist seitdem verbandsfreie Burschenschaft.

## Couleur und Wahlspruch
Die Farben der Gießener Burschenschaft Frankonia sind Grün-Weiß-Rot, die Fuchsenfarben Grün-Weiß-Grün im Band, jeweils mit goldener Perkussion. Kopfcouleur ist eine schwarze Tuchmütze mit weißer Passepoil (Randeinfassung) und grün-weiß-roten Streifen (Fuchsenmütze mit grün-weiß-grünen Streifen). Das Ehrenband der Frankonia mit den Farben Grün-Schwarz-Gold (in Erinnerung an die Farben der Vineta von 1947/48) wurde 2015 gestiftet[1] und bisher dreimal verliehen.
[1] Gießener Franken-Zeitung, Ausgabe Nr. 128, April 2016, S. 1
Der Wahlspruch der Frankonia lautet: „Dem Freund die Hand, dem Feind die Stirn!“

## Bekannte Mitglieder
- Jochen Alkämper (1927–2022), Professor für Acker- und Pflanzenbau in den Tropen und Subtropen an der Universität Gießen
- Bernhard Bachmann (1939–2018), Historiker und Redakteur
- Willi Bernauer (1897–1995), Jurist und Unternehmer, Präsident der Industrie- und Handelskammer Darmstadt
- Gundolf Dehner (1928–1984), Amtstierarzt, Mitglied des Bayerischen Landtags (NPD, später aus der Partei ausgetreten)
- Otto Dehner (1899–1978), Professor für innere und gerichtliche Veterinärmedizin an der Universität Gießen
- Wilhelm Faatz (1891–1965), Forst- und Kammerdirektor, Generalarbeitsführer in Wiesbaden
- Richard Godeffroy (1847–1895), Chemiker, Direktor der Pharmazeutischen Schule in Wien (Ehrenmitglied)
- Otto Happich (1900–1975), Fabrikant, Firmengründer der „Gebrüder Happich Elberfeld (GHE)“ in Wuppertal
- Herman Haupt (1854–1935), Historiker, Direktor der Universitätsbibliothek in Gießen, Nestor der burschenschaftlichen Geschichtsforschung (Ehrenmitglied)
- Hermann Henneberg (1904–1984), Chirurg und Sportmediziner, „Verdienter Arzt des Volkes“ in der DDR
- Ludwig Heck (1860–1951), Geh. Hofrat, Direktor der Zoologischen Gärten in Köln (1886–1888) und Berlin (1888–1931), Mitautor von „Brehms Tierleben“ (ausgetreten)
- Philipp Hill (1887–1961), Jurist, Bürgermeister von Alzey (1921–1942) und Gießen (1942–1945)
- Fritz Hille (1882–1959), Oberstudiendirektor, Staatsrat in der Thüringer Landesregierung, 1932–1935 Präsident des Thüringer Landtags (NSDAP)
- Winfried Hofmann (1935–2023), Professor für klinische Veterinärmedizin und Leiter der Klinik für Klauentiere an der Freien Universität Berlin
- Friedrich Hoos (1873–1964), Generalstaatsanwalt von Hessen (1928–1933), von der NS-Regierung vorzeitig in den Ruhestand versetzt
- Hugo Keller (1893–1966), Professor für tierärztliche Nahrungsmittelkunde an der Universität Gießen
- Wilhelm Köhler (1901–1985), Regierungsvizepräsident, Kanzler und Ehrensenator der Justus-Liebig-Universität Gießen
- Georg Lämmler (1925–1981), Professor für Parasitologie und parasitäre Krankheiten der Haustiere in Gießen, Vorsitzender der Deutschen Gesellschaft für Parasitologie
- Huldreich Matthes (1850–1926), Geh. Oberforstrat, Direktor der Forstakademie Eisenach (1910–1915), Ehrendoktor er Universität Jena, Abgeordneter des Thüringer Landtags (1891–1914)
- Julius Neubronner (1852–1932), Hofapotheker in Kronberg (Taunus), Erfinder der Brieftaubenfotografie, Fabrikant, Pionier des deutschen Amateurfilms
- Adam Olt (1866–1955), Geh. Medizinalrat, Professor für Veterinärpathologie und Bakteriologie in Gießen, Begründer der Wildpathologie (Handbuch der Wildkrankheiten)
- Hans Oppermann (1886–1946), Rechtsanwalt und Notar, Landrat des Unterlahnkreises, dann des Unter- und Oberwesterwaldkreises (NSDAP)
- Carl Albert Purpus (1851–1941), Botaniker, Erforscher der Pflanzenwelt Mexikos („Plantae Mexicanae Purpusianae“)
- Wilhelm Stahl (1900–1980), Professor für Tierzucht in Rostock, Leiter der Tierforschungsanstalt Dummerstorf, Begründer der Zeitschrift „Archiv für Tierzucht“
- Eberhard Schinke (* 1933), Professor am Institut für Agrarpolitik und Marktforschung an der Universität Gießen
- Bruno Tacke (1861–1942), Professor, Moorforscher und Bodenkundler, Leiter der Moor-Versuchsstation Bremen (ausgetreten)
- Heinrich Vogt (1901–1943), Politiker (NSDAP), Oberbürgermeister von Gießen
- Johannes Weberling (* 1958), Rechtsanwalt, Experte für Medienrecht und Stasi-Unterlagen, Honorarprofessor für Medienrecht an der Europa-Universität Viadrina Frankfurt (Oder); früherer Bundesvorsitzender des RCDS (1981–1983)
- Bernd Wegener (* 1947), Tierarzt, Pharmaunternehmer, Vorsitzender des Bundesverbandes der Pharmazeutischen Industrie (BPI) (2000–2014)
- Ludwig Wunderlich (1859–1933), Direktor der Zoologischen Gärten in Frankfurt am Main (1884–1888) und Köln (1888–1928)

### Mitgliederverzeichnisse
- Willy Nolte (Hrsg.): Burschenschafter-Stammrolle. Verzeichnis der Mitglieder der Deutschen Burschenschaft nach dem Stande vom Sommer-Semester 1934. Berlin 1934.
- Paul Wentzcke: Burschenschafterlisten. Zweiter Band: Hans Schneider und Georg Lehnert: Gießen – Die Gießener Burschenschaft 1814 bis 1936. Görlitz 1942, U. Frankonia (S. 146–161).
- Burschenschafter-Stammrolle 1991. Nach dem Stand vom 1. Januar 1991, o. O., Burschenschaft Frankonia zu Gießen (S. 110 f.).